# Insígnia de la Flota de Guerra d'Alta Mar
La Insígnia de la Flota de Guerra d'Alta Mar (alemany: Das Flottenkriegsabzeichen) era una insígnia de guerra alemanya, creada el 30 d'abril de 1941 pel Gran Almirall Erich Raeder Comandant en Cap de la Kriegsmarine per atorgar als oficials i mariners de la Flota de Guerra durant la Segona Guerra Mundial. Si bé inicialment estava destinada als cuirassats o als creuers, també es podia concedir als vaixells de suport pels quals no hi havia una medalla específica. Tot i que va ser instituïda l'abril de 1941, podia ser atorgada per accions concedida per accions que haguessin tingut lloc abans d'aquesta data. Va ser atorgada "inicialment en reconeixement de la lluita al mar" contra la flota britànica.

## Criteris de concessió
Per a la seva concessió calia:
- 12 setmanes de servei actiu al mar en un cuirassat o en un creuer

La quantitat de setmanes quedava reduïda si es donava una de les condicions següents:
- Ser ferit o mort durant el viatge[1]
- Dur a terme accions més enllà del sentit del deure[1]
- Mostrar condicions de lideratge
- Participació en alguns combats navals significatius, com els que van resultar en l'enfonsament del "HMS Rawalpindi" o el HMS Hood

Si bé va ser instituïda a l'abril de 1941, podia atorgar-se de manera retrospectiva. Tota la tripulació del Scharnhorst i del Gneisenau van rebre la insígnia després de les sortides d'aquests vaixells, així com la tripulació del Tirpitz que estava present quan aquest va ser bombardejat pels britànics el 12 de novembre de 1944 al fiord de Tromsö.
Va ser dissenyada per Adolf Bock. Es va produir una variant amb diamants, però mai no va ser atorgada.
Es lluïa a la part inferior de la butxaca esquerra de la guerrera, per sota de la Creu de Ferro de 1a classe.

## Disseny
Un cuirassat alemany en plata venint de front, amb les onades trencant a sota. El cuirassat està envoltat d'una corona de fulles de roure en daurat, lligada a la part inferior per una cinta en forma de X. A la part superior de la corona hi ha l'emblema nacional, una àliga amb les ales esteses mirant a la dreta i amb una esvàstica a les urpes.
Fa 57mm d'alt per 44mm d'ample.
El revers és pla, i té l'agulla per subjectar la medalla.